# Nashville Predators
Nashville Predators er et professionelt ishockeyhold der spiller i den bedste nordamerikanske række NHL. Klubben spiller sine hjemmekampe i Bridgestone Arena i Nashville, Tennessee, USA. Klubben blev stiftet i 1998. I sæsonen 2003-04 lykkedes det for første gang klubben at kvalificere sig til slutspillet om Stanley Cuppen, en bedrift man gentog i sæsonen 2005-06. Begge gange blev man dog slået ud i første runde af slutspillet.
Klubben fik navnet Predators (dansk: rovdyr), efter et fossil af en sabelkat der blev fundet i Nashville i 1971. Fossilet var kun det femte af sin slags fundet i hele Nordamerika. Derfor er det også en sabelkat der er afbildet i klubbens logo.

## Nuværende spillertrup (2007-08)
Pr. 2. juli 2008.
Målmænd
- 35  Pekka Rinne
- 39  Dan Ellis

Backer
- 2  Dan Hamhuis
- 4  Ville Koistinen
- 5  Greg Zanon
- 6  Shea Weber
- 7  Greg de Vries
- 8  Kevin Klein
- 20  Ryan Suter

Forwards
- 10  Martin Erat – A
- 11  David Legwand (Skadet)
- 12  Scott Nichol
- 14  Radek Bonk
- 19  Jason Arnott – C
- 22  Jordin Tootoo
- 23  Martin Gelinas (Skadet)
- 24  Brandon Bochenski
- 25  Jerred Smithson
- 26  Steve Sullivan – A
- 37  Rich Peverley
- 38  Vernon Fiddler
- 41  Jed Ortmeyer (Skadet)
- 47  Alexander Radulov
- 71  J.P. Dumont – A

## 'Fredede' numre
- 99 Wayne Gretzky – nummer fredet i hele NHL.